# Чаке-Чаке
Чаке-Чаке (суах. Chake-Chake) — місто в Танзанії, столиця та місце розташування уряду острова Пемба і адміністративний центр однойменного вілаєту.

## Географія

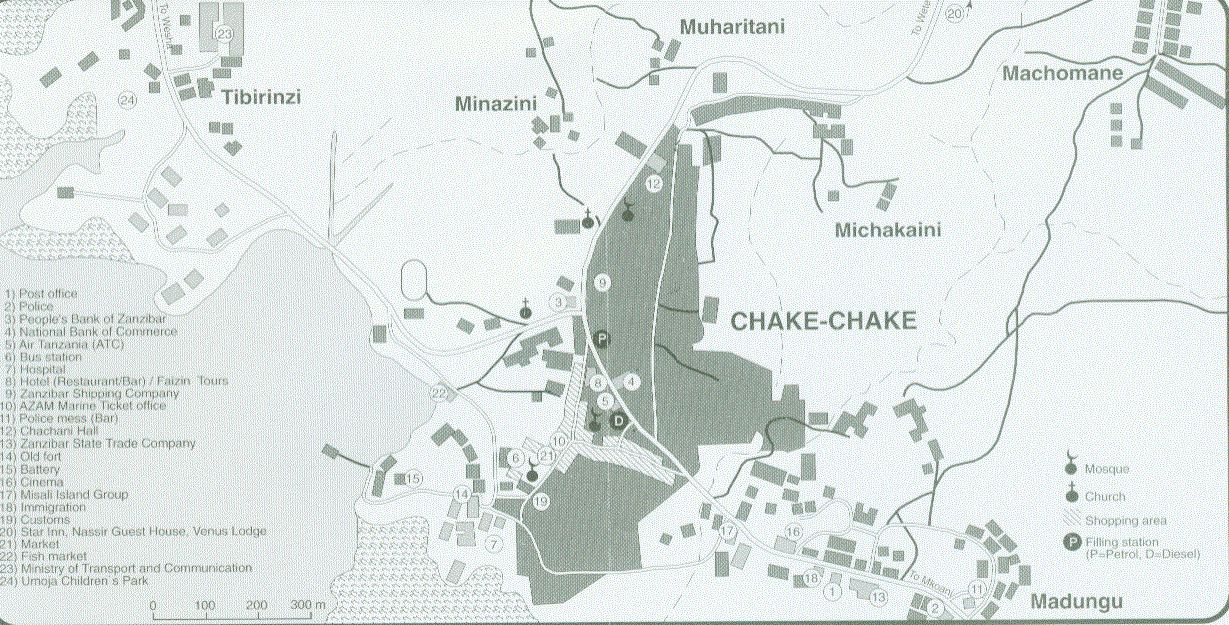
Мапа міста

Розташоване у центральній частині острова Пемба, на узбережжі Індійського океану, у центрі широкої бухти, яка називається затокою Чаке-Чаке.
За 7 км на південний схід від міста знаходиться летовище.

## Клімат
У Чаке-Чаке тропічний клімат, м'якший ніж у материковій частині Танзанії та на острові Занзібар. Цей клімат класифікується як «Am» у класифікації кліматів Кеппена.
Середня температура становить 25.5 °C. Середньорічна кількість опадів становить 1364 мм. Є два дощові сезони, найбільша кількість опадів припадає на період з березня по червень, менше опадіз з листопада по грудень. Найпосушливіші місяці — січень та лютий, а найпосушливіший сезон триває з липня по жовтень.
| Клімат Чаке-Чаке          | Клімат Чаке-Чаке | Клімат Чаке-Чаке | Клімат Чаке-Чаке | Клімат Чаке-Чаке | Клімат Чаке-Чаке | Клімат Чаке-Чаке | Клімат Чаке-Чаке | Клімат Чаке-Чаке | Клімат Чаке-Чаке | Клімат Чаке-Чаке | Клімат Чаке-Чаке | Клімат Чаке-Чаке | Клімат Чаке-Чаке |
| Показник                  | Січ.             | Лют.             | Бер.             | Квіт.            | Трав.            | Черв.            | Лип.             | Серп.            | Вер.             | Жовт.            | Лист.            | Груд.            | Рік              |
| Середній максимум, °C     | 30,9             | 31,6             | 31,9             | 30,1             | 28,9             | 28,5             | 27,8             | 28,1             | 28,8             | 29,7             | 30,2             | 30,8             | 29,8             |
| Середня температура, °C   | 26,8             | 27,1             | 27,4             | 26,3             | 25,3             | 24,6             | 23,7             | 23,7             | 24,1             | 25,0             | 25,9             | 26,6             | 25,5             |
| Середній мінімум, °C      | 22,8             | 22,7             | 22,9             | 22,6             | 21,8             | 20,7             | 19,7             | 19,3             | 19,5             | 20,3             | 21,6             | 22,5             | 21,4             |
| Норма опадів, мм          | 86               | 71               | 134              | 304              | 291              | 74               | 42               | 27               | 21               | 54               | 129              | 131              | 1364             |
| ------------------------- | ---------------- | ---------------- | ---------------- | ---------------- | ---------------- | ---------------- | ---------------- | ---------------- | ---------------- | ---------------- | ---------------- | ---------------- | ---------------- |
| Джерело: Climate-Data.ORG |                  |                  |                  |                  |                  |                  |                  |                  |                  |                  |                  |                  |                  |

## Світлини

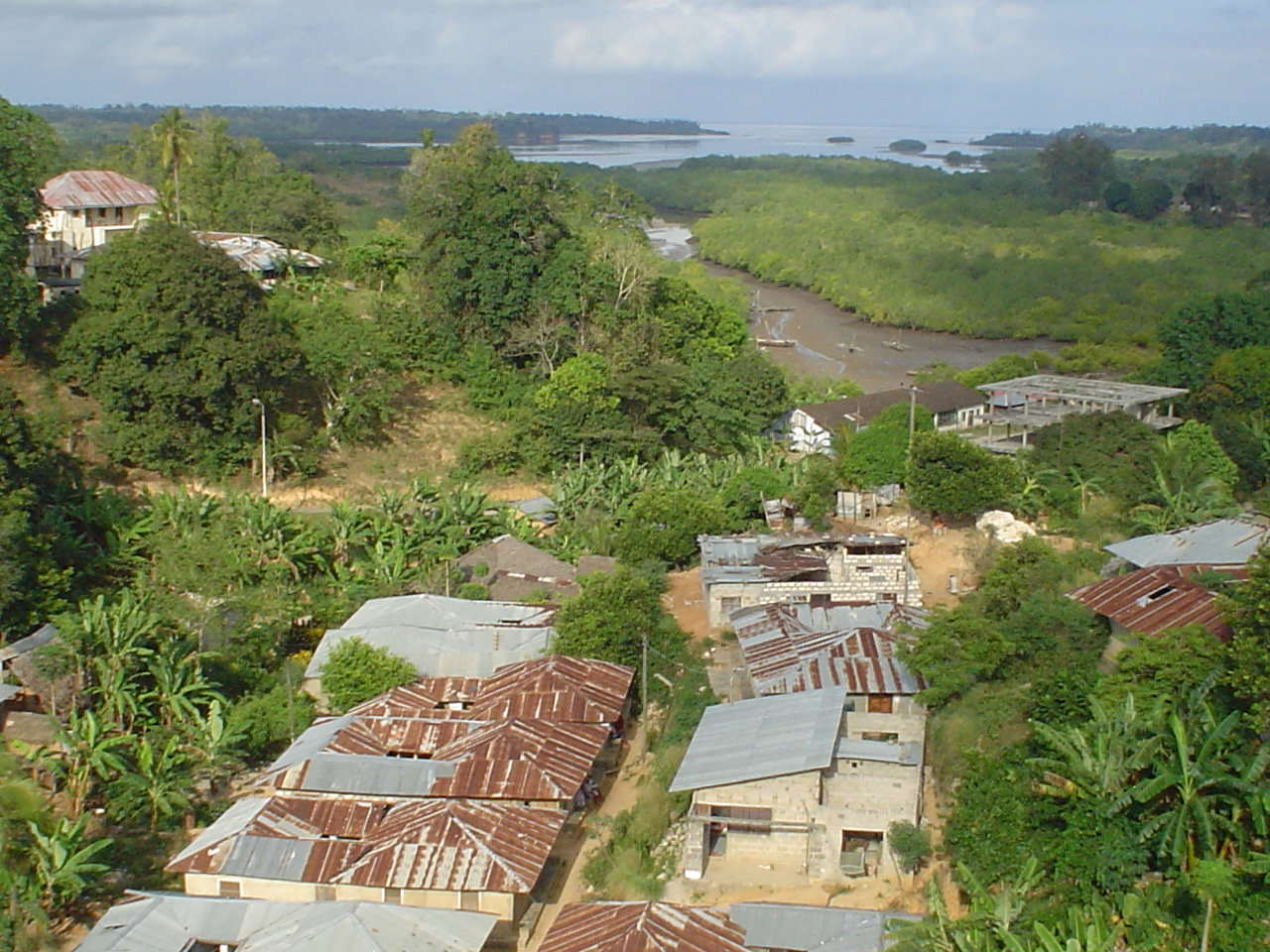
Вид з центру міста на мангрові зарості
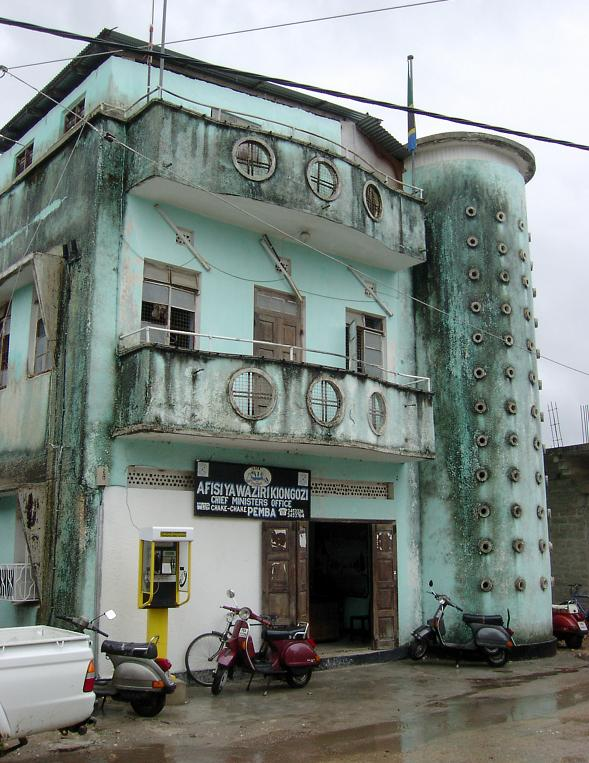
Будинок офісу прем'єр-міністра Занзібарського революційного уряду в місті
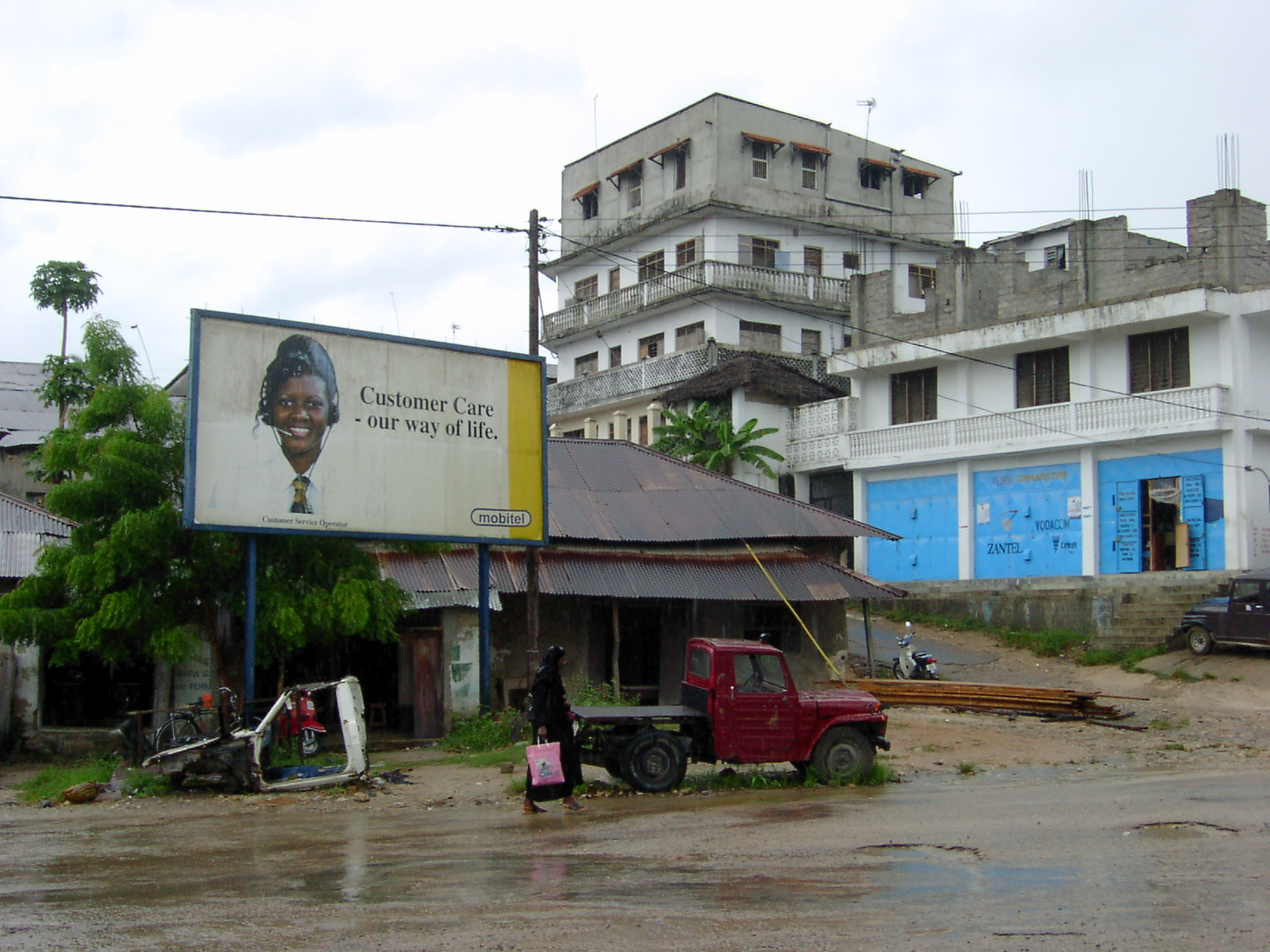
У місті
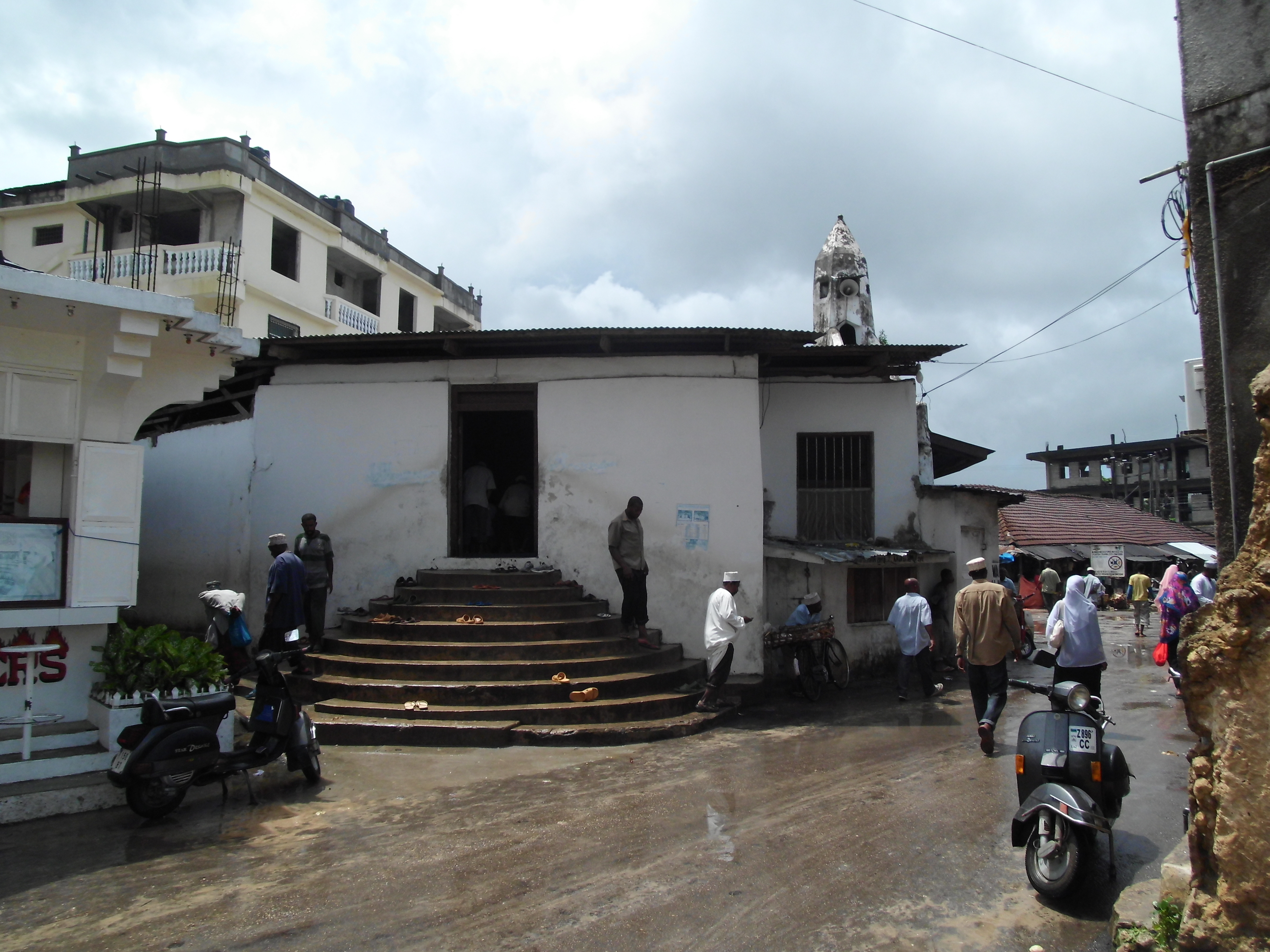
Стара мечеть
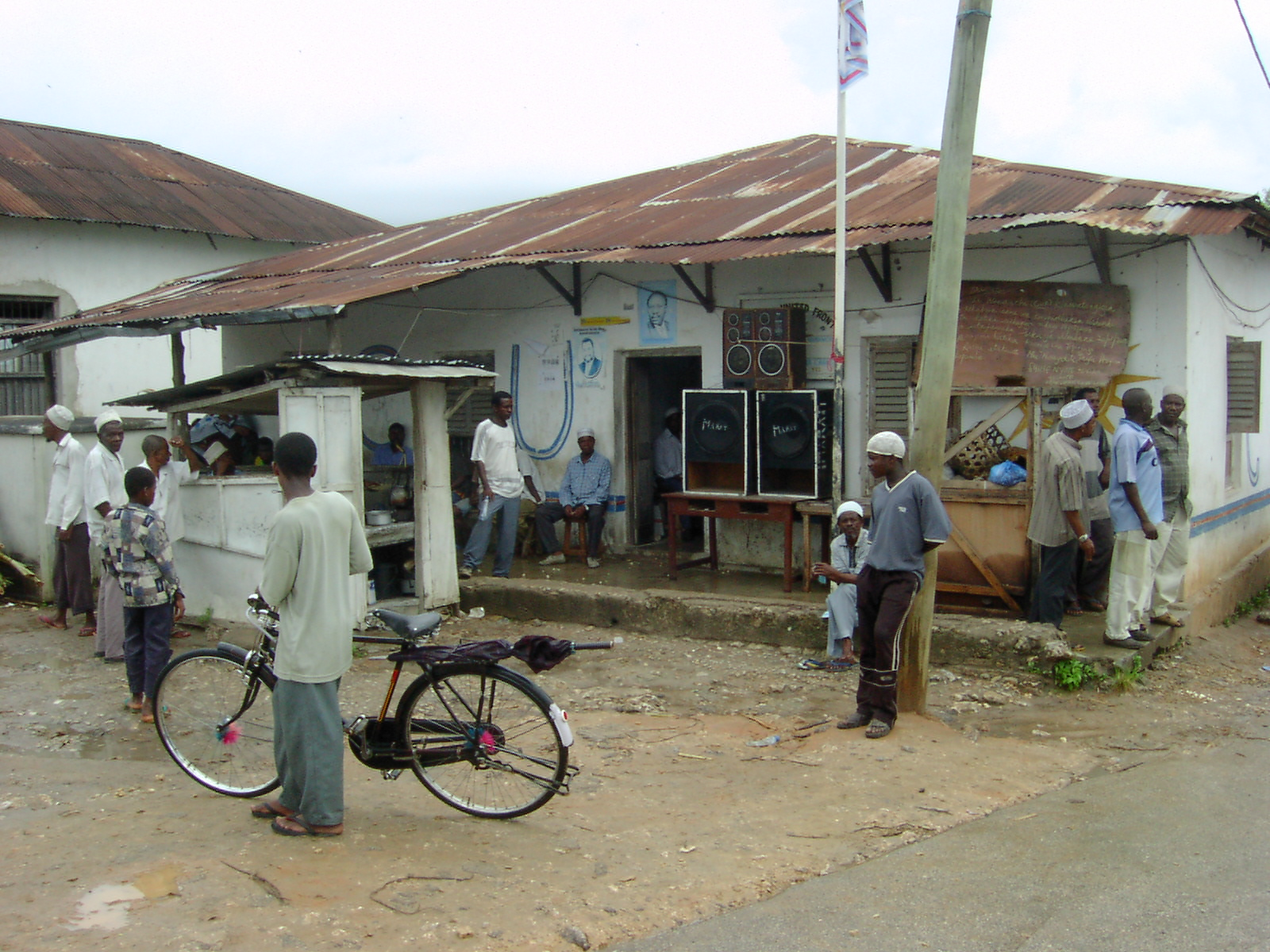
Офіс партії Громадянський Об'єднаний Фронт
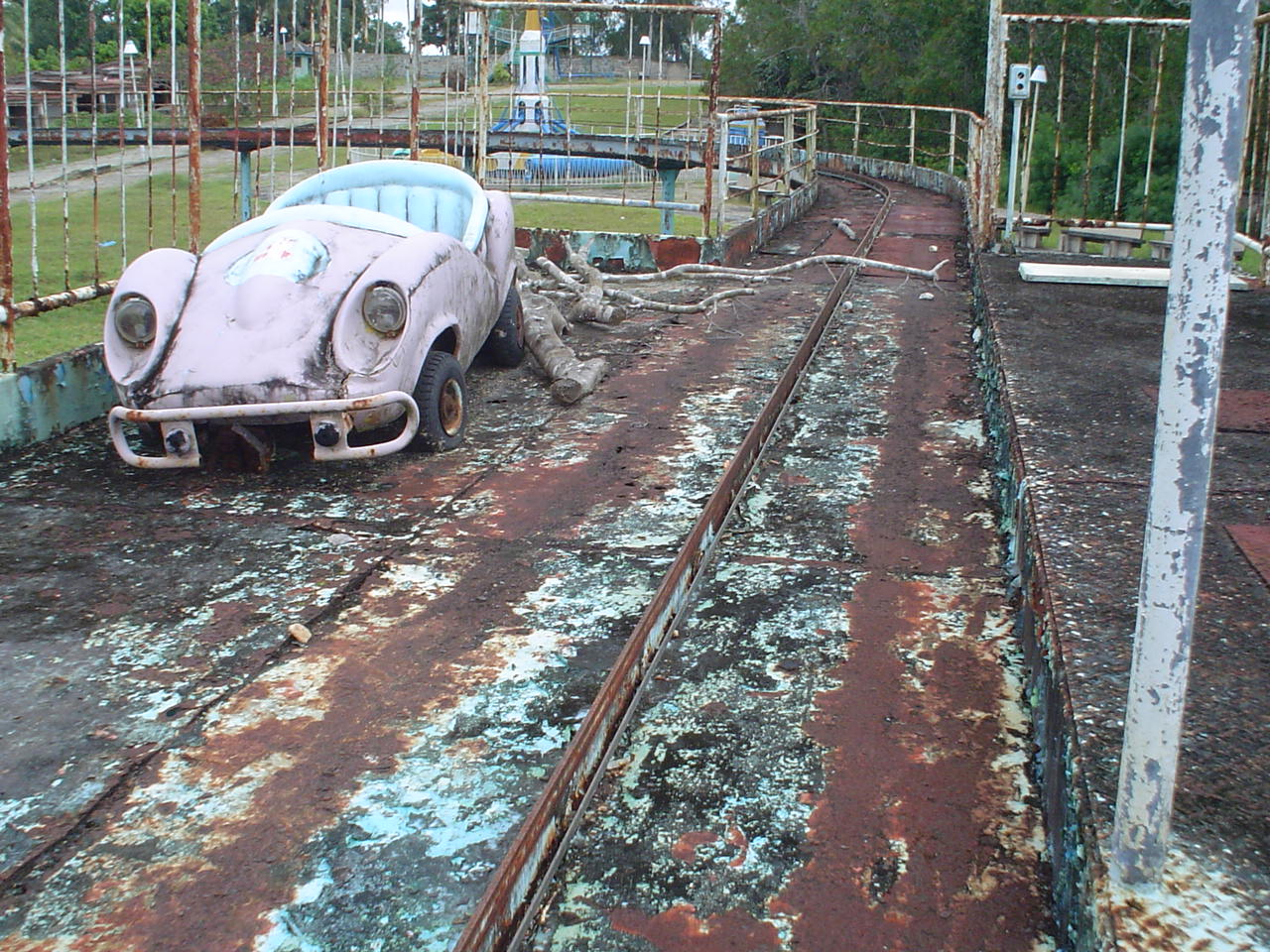
Занедбаний парк розваг у місті